# جوئل چیما فوجیتا
جوئل چیما فوجیتا (ژاپنی: 藤田 譲瑠チマ؛ زادهٔ ۱۶ فوریهٔ ۲۰۰۲) یک بازیکن فوتبال اهل ژاپن است.
از باشگاه‌هایی که در آن بازی کرده‌است می‌توان به باشگاه فوتبال توکیو وردی و باشگاه فوتبال توکوشیما ورتیس اشاره کرد.